# Lilla Maretjärnen
Lilla Maretjärnen är en sjö i Bollebygds kommun i Västergötland och ingår i Rolfsåns huvudavrinningsområde.